# Cneorum
Cneorum és un gènere de plantes amb flors, amb dues espècies, dins la família Rutaceae segons el sistema APG i APW i dins la família Cneoraceae en el sistema Cronquist.

## Descripció
Són arbusts de fulles alternades, simples i enteres, coriàcies; flors hermafrodites actinomorfes, trímeres o tetràmeres, hipogines, agrupades en cimes; fruit drupaci tricoc.

## Taxonomia
- Cneorum tricoccon. olivella al Mediterrani occidental.
- Cneorum trimerum. a Cuba. Considerada per alguns autors com sinònima de l'anterior.[1][2]
- Cneorum pulverulentum, endèmica a Canàries, pertany al gènere monotípic Neochamaelea, que és considerat per alguns autors com a sinònim de Cneorum.[1][3]